# CNews (journal)
Pour les articles homonymes, voir CNews (homonymie).
CNews est un ancien quotidien gratuit d'information français qui portait le même nom que la chaîne de télévision du groupe Canal+. 
Lancé au niveau national le 4 décembre 2017, il fut créé  à l'origine le 6 février 2007 sous le nom de MatinPlus, nom qu'il conservera jusqu'en 2008. Il portera également les titres de Direct MatinPlus de 2008 à 2010, DirectMatin de 2010 à 2017, puis CNews Matin en 2017. À partir du 4 décembre 2017, il est renommé CNews. Le journal a cessé de paraître le 29 novembre 2021.
Ce « journal du matin » était la propriété du groupe Bolloré, principalement détenu par Vincent Bolloré, et proposait les éditions locales suivantes : Paris, Lyon, Bordeaux, Lille, Toulouse, Strasbourg, Côte d'Azur, Provence, Grand Ouest (à noter qu'en 2006, avant la naissance de MatinPlus, le journal gratuit Direct Soir fut le premier titre de presse lancé par le groupe Bolloré, cette fois en association avec le groupe La Vie-Le Monde). 
Conçu comme un titre de presse national — en 2020, il est diffusé à 814 773 exemplaires dans toute la France —, CNews était en concurrence directe avec 20 Minutes, autre « gratuit » d'information national dont la diffusion atteint 697 817 exemplaires durant la même période.
CNews était imprimé au format demi-berlinois, ce qui lui permettait d'être plus facilement transportable, particulièrement dans les transports en commun où se situaient la plupart de ses points de distribution.

## Historique
En novembre 2006, François Bonnet, rédacteur en chef des projets éditoriaux au sein du groupe La Vie-Le Monde et responsable du projet  d'un nouveau quotidien gratuit, Matin Plus, annonçait à l’Agence France-Presse qu’il démissionnait à la suite de désaccords sur sa ligne éditoriale : « Je quitte le groupe Le Monde parce que je suis en désaccord total avec ce qui s'avère in fine être un projet Bolloré et non plus un projet Bolloré/Le Monde. Il s'est avéré assez rapidement que Vincent Bolloré avait son propre projet élaboré avec Jacques Séguéla », explique François Bonnet, qui décrit le nouveau journal comme une « sorte de presse d'industrie pensée et formatée pour des publicitaires où l'enjeu de l'information n'existe plus. »
Toutefois la question de « l'enjeu de l'information » a rapidement fait surface. Une première fois, le 25 mai 2007, Bolloré Média décide de censurer un article fourni par Courrier International. L'article était jugé critique contre la police française, « et nous faisons un journal neutre » a expliqué Jean-Christophe Thiéry, président de Bolloré-Média. En janvier 2009, c'est cette fois un article d'un collaborateur du Monde qui est censuré,,. L'article, signé Eric Nunès, expose la stratégie marketing de la RATP, notamment à travers l'utilisation des données numériques que les usagers donnent en achetant une carte Navigo. L'article est jugé « à charge » par la direction de Direct Matin plus, qui a par ailleurs un accord commercial avec la RATP concernant la distribution du journal dans les stations de métro. Enfin une filiale de Bolloré, IER, est spécialisée dans le transport, le contrôle d’accès et les technologies RFID utilisées par la RATP pour sa carte Navigo. Elle a parmi ses clients la RATP.
MatinPlus était édité conjointement par le groupe de presse La Vie-Le Monde et le groupe Bolloré par le biais de ses filiales Bolloré médias et Sofiprom. La société MatinPlus SA était détenue par le groupe Bolloré à 70 % du capital, Le Monde en possédant 30 % avec la possibilité de monter à 50 %. Mais Direct Matin Plus et Direct Soir sont déficitaires en 2007 (40 millions d'euros) et 2008 (25 millions prévus) et Direct Soir ne paraît plus depuis décembre 2010.
En janvier 2012, Bolloré annonce dans Direct Matin la fin du partenariat avec Le Monde et Courrier international, Le Monde conservant cependant sa participation de 30 % dans MatinPlus SA.
Le 27 février 2017, à la suite du changement d'iTELE en CNews, Direct Matin devient CNews Matin.
Le 4 décembre 2017, CNews Matin devient CNews avec la parution de numéro 2772, adoptant le logo et la charte graphique de la chaîne de télévision CNews.
Le 30 novembre 2021, l'entourage de Vincent Bolloré annonce l'arrêt de la diffusion du quotidien. Le 2632e et dernier numéro est paru la veille.

## Rédaction
Le journal disposait de sa propre rédaction. Les principales actualités étaient développées par environ 20 journalistes.
L'équipe rédactionnelle était composée de journalistes travaillant, dans leur majorité, uniquement sur ce support, dans la tour Bolloré à Puteaux.
Depuis avril 2012, une version web du journal est accessible. Directmatin.fr, devenu CNews.fr, dispose d'une rédaction séparée de celle de la version papier[réf. souhaitée].

### Contenu rédactionnel
CNews disposait de 16 pages pouvant augmenter selon le nombre de pages de publicité vendues. Son contenu reposait sur la publication de photographies d’actualité en couleur accompagnées de légendes et d’articles courts. Découpé en sections thématiques (Monde, France, Sports…), le journal proposait également des mots croisés et une partie des programmes de certaines chaînes de télévision.
Initialement et jusqu'en janvier 2012, un cahier d’environ quatre pages composé d’articles de fond fournis par la rédaction du quotidien Le Monde et un article issu de Courrier international étaient proposés chaque jour.
L'influence de Vincent Bolloré sur le contenu rédactionnel de CNews était très présente : « La une était validée quasi quotidiennement par Bolloré », indique un salarié à France Info. Le milliardaire explique lui-même que « dans mes médias, j’ai le final cut ». Serge Nedjar, proche de Vincent Bolloré et ancien directeur général du journal, choisissait les unes, les sujets mis en avant ou au contraire passés sous silence.
France Info précise que « sous la direction de Serge Nedjar, Direct Matin se montrait très soucieux de ne pas déplaire aux responsables politiques, quels que soient leurs camps. » « Il existe une ligne diffuse qui consiste à ne pas faire de vagues », témoigne un ancien de Direct Matin. « Nedjar était très sarkozyste. Cela se voyait quand Sarkozy était au pouvoir. Mais ensuite, on n’était pas plus critique envers Hollande », abonde un ex-salarié. En revanche, Ségolène Royal et Arnaud Montebourg, eux, étaient carrément blacklistés. Pourtant, « il n’y a jamais eu de fronde » explique un ancien de Direct Matin. « À la rédaction, il y avait beaucoup de jeunes journalistes et de CDD. Du coup, c’était assez simple de ne pas renouveler quelqu’un à la fin de l’année. Dès qu’il y avait une tête qui dépassait, un peu d’opposition, cette personne partait ».

## Controverses
De nombreux journalistes ont noté que la rédaction journalistique de Cnews était soumise à la pression pour favoriser la communication institutionnelle (ce qui correspond à la stratégie de Vincent Bolloré d'intégration verticale des médias du groupe Canal+) et des images d'autopromotion en faveur du groupe Bolloré (promotion d'Autolib, intérêts africains, promotion des évènements sportifs diffusés par Canal+...),,,.
L'interventionnisme éditorial dans Direct Matin se traduisait par l'ingérence de Vincent Bolloré qui passait régulièrement « corriger un titre ou un papier », par sa femme Anaïs Jeanneret « qui choisit régulièrement les sujets des pages économie et les titres de une », et des cas de censure, dont les plus médiatisés sont révélés par Courrier international et Rue 89.
La loi Bloche en 2016 renforce la protection des journalistes à l'égard des pressions dont ils peuvent faire l'objet de la part des actionnaires et des annonceurs et impose à toutes les rédactions depuis le 1er juillet 2017 une charte éthique censée garantir cette indépendance éditoriale. Mise en place fin 2017, la charte de CNews « nous apprend que dorénavant les journalistes de la maison pourront être amenés à couvrir des événements d’actualité en lien avec une activité économique du groupe et/ou de son actionnaire. Voilà comme ça plus de problème pour justifier la mobilisation d’une équipe rédactionnelle pour aller filmer l’inauguration d’un CanalOlympia, la tournée de Justin Bieber (artiste Universal Music) ou l’ouverture d’une station Autolib » selon les journalistes Nicolas Vescovacci et Jean-Pierre Canet.
En juin 2021, le quotidien Libération consacre sa une, titrée « Le spectre de la bande FN » au rapprochement entre Europe 1 et CNews, avec un jeu de mots révélateur de la place octroyée à l'extrême droite par la chaîne. Cette une ne plaît pas aux journalistes de CNews.

## Identité visuelle (logo)

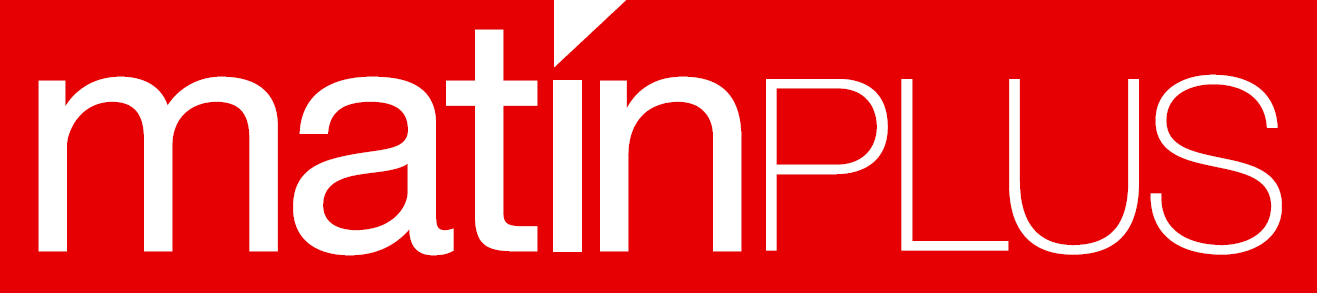
Logo de Matin Plus du 6 février 2007 au 11 janvier 2008.
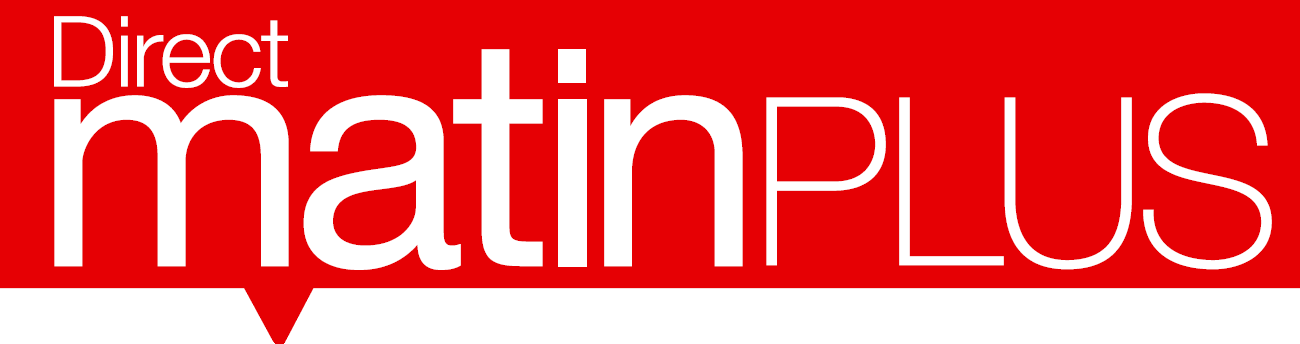
Logo de Direct Matin Plus du 14 janvier 2008 au 25 janvier 2008.
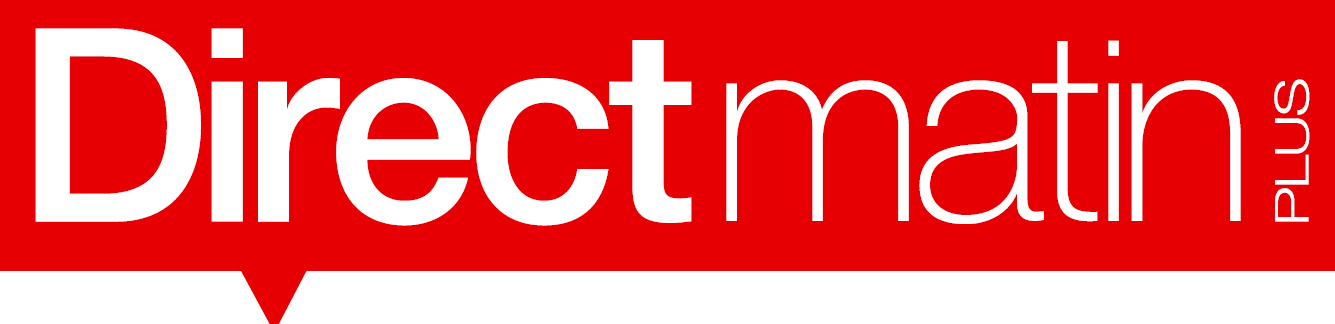
Logo de Direct Matin Plus du 28 janvier 2008 au 21 mai 2010.
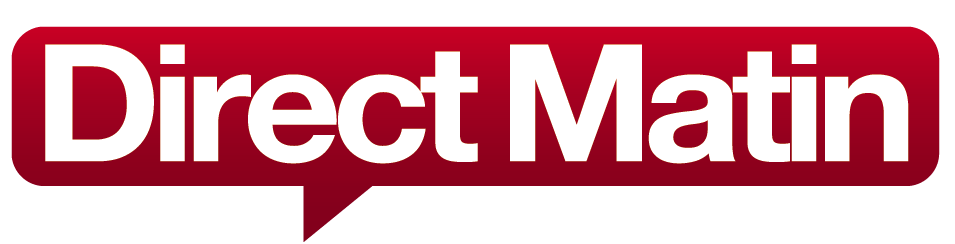
Logo de Direct Matin du 24 mai 2010 au 24 février 2017.
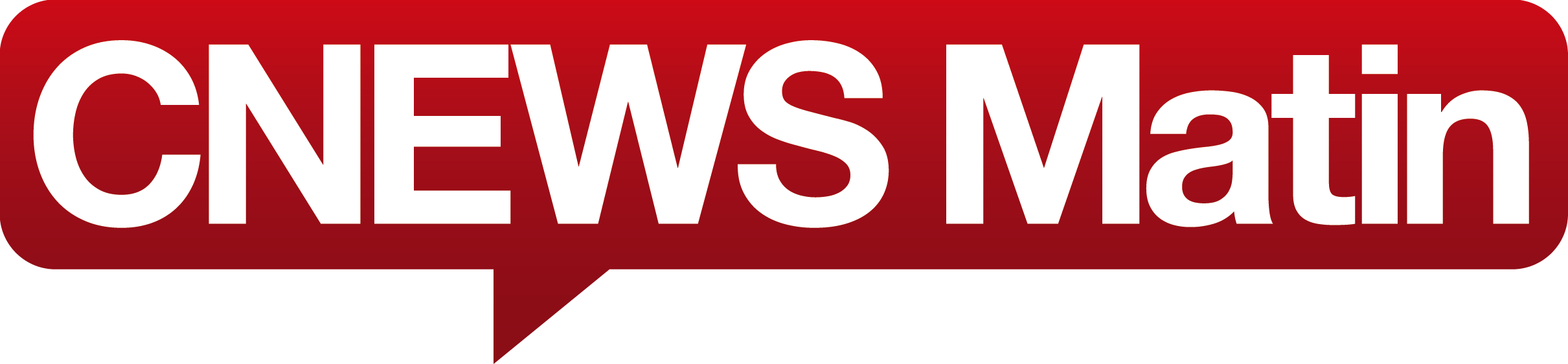
Logo de CNews Matin du 27 février 2017 au 1er décembre 2017.
Logo de CNews du 4 décembre 2017 jusqu'à son arrêt.

## Diffusion
| Année | France (couplage de toutes les éditions locales) |
| ----- | ------------------------------------------------ |
| 2016  | 914 322                                          |
| 2017  | 895 535                                          |
| 2018  | 886 046                                          |
| 2019  | 837 059                                          |
| 2020  | 814 773                                          |